# Claudia Jessie
Claudia Jessie, född 30 oktober 1989, är en brittisk skådespelare.
Jessie har bland annat medverkat i TV-serierna Familjen Bridgerton och Toxic Town.

## Filmografi (i urval)
- 2020–2024 – Familjen Bridgerton (TV-serie)
- 2025 – Toxic Town (TV-serie)